# Сарфати, Соня
Соня Сарфати (род. 1960, Тулуза) — канадская писательница французского происхождения, журналистка, радиоведущая.
Отец — еврей-сефард родом из Туниса (фамилия означает «француз» на иврите), мать — родом из Италии. В возрасте 10 лет переехала в Монреаль вместе с родителями и двумя братьями. Изучала биологию в Монреальском университете, затем решила стать педагогом, преподавала в школе биологию. С 1990-х гг. начала писать и выпустила несколько десятков детских книг. По одной из них поставлена французская детская кинокомедия «Ученик Дюкобу» (2011).
Имеет двух сыновей (Джаред и Лу-Виктор).